# Satriano di Lucania

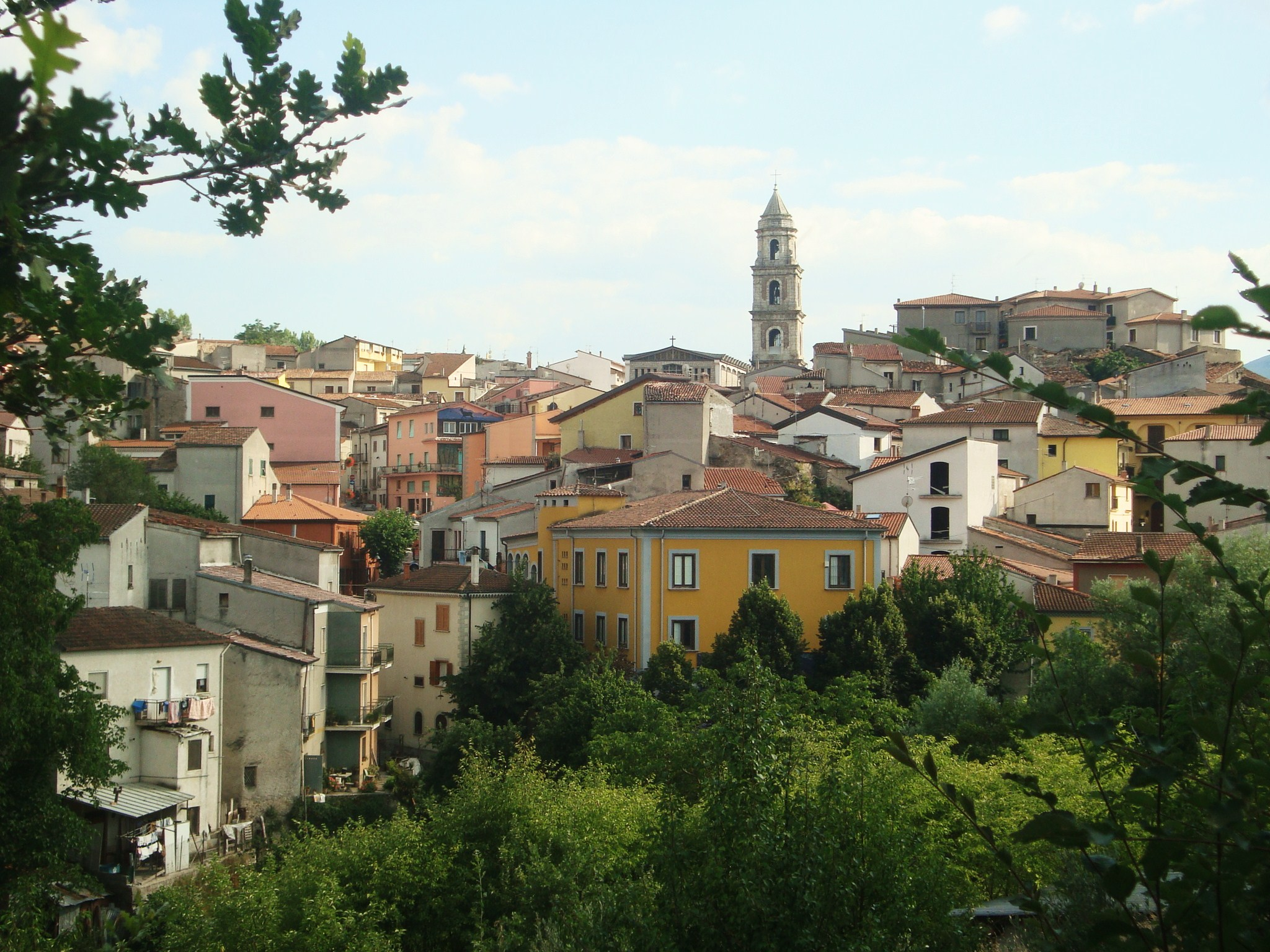
Blick auf Satriano di Lucania

Satriano di Lucania ist eine süditalienische Gemeinde (comune) mit 2238 Einwohnern (Stand 31. Dezember 2024) in der Provinz Potenza in der Basilikata. Die Gemeinde liegt etwa 17 Kilometer südwestlich von Potenza. Satriano di Lucania ist Teil der Comunità montana Melandro und liegt am Parco nazionale dell'Appennino Lucano-Val d'Agri-Lagonegrese.

## Geschichte
Satrianum war das antike Zentrum des lukanischen Gebiets. Später befestigten insbesondere die Normannen die Siedlung.
Von 1098 an bis 1808 war Satriano ein Bistum der römisch-katholischen Kirche. Seit 1969 ist Satriano ein Titularbistum. Die heutige Siedlung trug vom Mittelalter zeitweise bis 1887 die Namen Petrafixa bzw. Pietrafesa.

## Verkehr
Durch die Gemeinde führt die Strada Statale 95 di Brienza von der Basilikata nach Kampanien.